# Oltre la porta
Oltre la porta è un film del 1982 diretto da Liliana Cavani.

## Trama
Il patrigno di Nina è in carcere a Marrakech in Marocco, accusato dell'omicidio della madre della ragazza. L'uomo in realtà è innocente, ma Nina, che conosce la verità, lo vuole in carcere per poterlo dominare. Spetterà a un giovane americano portare a galla la verità.